# Stránske
Stránske (ungarisch Alsóosztorány – bis 1907 Sztranszke u. ä., deutsch Eckendorf in der Raas) ist eine Gemeinde im Norden der Slowakei mit 950 Einwohnern (Stand 31. Dezember 2024) im Okres Žilina, einem Kreis des Žilinský kraj.

## Geografie
Die Gemeinde befindet sich im Südwestteil des Talkessels Žilinská kotlina am Fuße der Kleinen Fatra, noch genauer ihres Teilgebirges Lúčanská Fatra, im Tal des Baches Stránčanský potok. Das Ortszentrum liegt auf einer Höhe von 487 m n.m. und ist drei Kilometer von Rajecké Teplice sowie 14 Kilometer von Žilina entfernt.
Nachbargemeinden sind Rajecké Teplice (inklusive des Stadtteils Poluvsie) im Norden und Nordosten, Turie und Martin im Osten, Kunerad im Süden und Konská im Westen.

## Geschichte

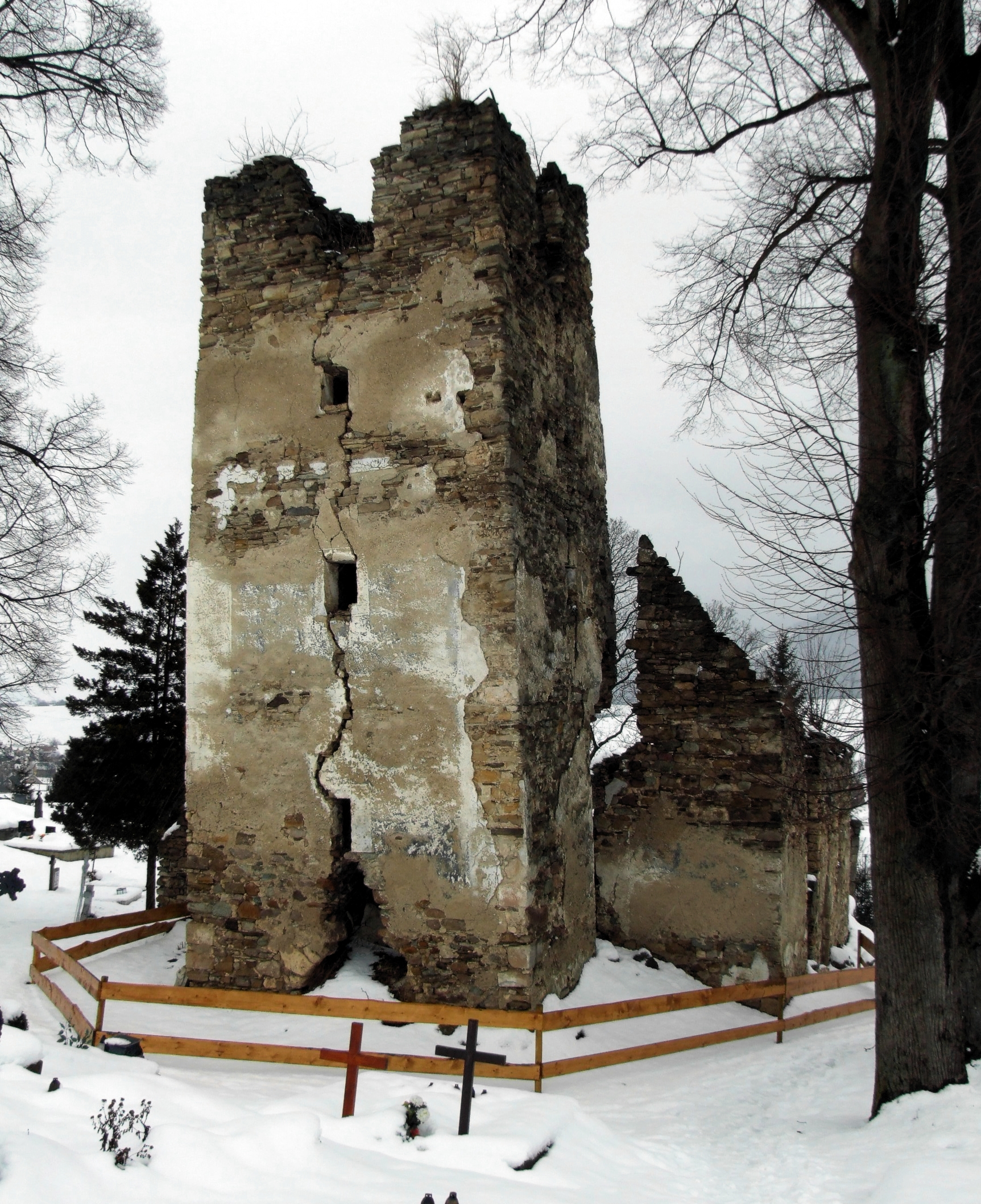
Kirchenruine in Stránske

Stránske wurde zum ersten Mal 1368 als Stranska schriftlich erwähnt. Das Dorf war anfangs Gut der Familie Balog, später lag es zeitweise in den Herrschaftsgebieten von Strečno und Lietava. 1828 zählte man 91 Häuser und 730 Einwohner, die als Schaf- und Viehhalter, Imker und Waldarbeiter beschäftigt waren.
Bis 1918 gehörte der im Komitat Trentschin liegende Ort zum Königreich Ungarn und kam danach zur Tschechoslowakei beziehungsweise heute Slowakei.

## Bevölkerung
| Jahr                | 1994 | 2004    | 2014     | 2024     |
| ------------------- | ---- | ------- | -------- | -------- |
| Anzahl der Personen | 697  | 686     | 788      | 950      |
| Unterschied         |      | −1,57 % | +14,86 % | +20,55 % |

| Jahr                | 2023 | 2024    |
| ------------------- | ---- | ------- |
| Anzahl der Personen | 946  | 950     |
| Unterschied         |      | +0,42 % |

Gemäß der Volkszählung 2011 wohnten in Stránske 733 Einwohner, davon 682 Slowaken, zwei Tschechen und ein Magyare. 48 Einwohner machten keine Angabe zur Ethnie.
623 Einwohner bekannten sich zur römisch-katholischen Kirche, neun Einwohner zur Pfingstbewegung und sechs Einwohner zur Evangelischen Kirche A. B. 29 Einwohner waren konfessionslos und bei 66 Einwohnern ist die Konfession nicht ermittelt.

## Bauwerke und Denkmäler
- Ruinen der gotischen Helenakirche aus dem 14. Jahrhundert, 1858 bei einem Erdbeben beschädigt
- moderne Helenakirche aus dem Jahr 1995